# Мркша Жарковић
Мркша Жарковић је био српски племић који је од 1396. до 1414. године, управљао деловима некадашњег Српског царства, на југу данашње Албаније.
Његов отац био је властелин Жарко, који је био водећи племић у Зети, после Душанове смрти, а помиње се у јуну 1357. године, као велможа цара Уроша. Мркшина мајка била је Теодора Дејановић, ћерка деспотице Теодоре, сестре српског цара Стефана.
Мркша се 1391. године оженио Руђином Балшић, ћерком Балше II и Комнине Асен, ћерке деспота Јована Асена, брата царице Јелене, супруге српског цара Стефана. Комнина је свом мужу у мираз донела Валону, Берат, Канину и Химару, на југу данашње Албаније. После његове погибије у бици на Саурском пољу код Балша, недалеко од Берата (1385), она је наставила да влада над тим областима, да би се 1396. године замонашила и предала власт свом зету.
Мркша је успео да се одржи у овој области, све до своје смрти, у октобру 1414. године. Владавину је наставила његова супруга Руђина, која је под притиском Османлија покушала да се договори са Млечанима о преузимању њених поседа. Иако су преговори вођени 1415. и 1416. године, договор није постигнут, а целу област су већ у лето 1417. године заузеле Османлије.